# Хемотроніка
Хемотро́ніка — науково-технічний напрям, що займається питаннями дослідження, розробки та застосування приладів і пристроїв автоматики, вимірювальної та обчислювальної техніки, дія яких заснована на електрохімічних процесах та явищах, що мають місце на межі електрод — електроліт при пропусканні електричного струму. У Х. використовують також явище електроосмосу, зміна концентрації активних компонентів електроліту в приелектродних шарах і ін. Найпростіший хемотронний прилад (електрохімічна комірка) являє собою мініатюрну герметичну скляну ампулу, заповнену електролітом, в яку поміщають два електроди. Електролітами служать водні розчини кислот, солей і основ, для надання їм специфічних властивостей застосовують різні добавки (наприклад, для розширення діапазону робочих температур до −60 ° С в електроліт додають органічні розчинники). Перспективне використання в хемотронних приладах твердих електролітів з аномально високою іонною провідністю, наприклад RbAg4l5, Ag3SI та ін Електроди виконують з Pt, Ag, Al, Zn і ін металів або їх сплавів; часто електродами служить ртуть.
На базі хемотронних приладів створюють мініатюрні підсилювачі, випрямлячі, реле часу, інтегратори, нелінійні функціональні перетворювачі, датчики прискорення, швидкості, температури, вимірники вібрації, індикатори та ін прилади та пристрої, що працюють в діапазоні частот 10−7-10 гц. Хемотронні прилади відрізняються від електромеханічних, електромагнітних і електронних приладів високою чутливістю (по напрузі — 10−3В, по струму — 10−6А), малим споживанням потужності (10−8−10−3Вт), більш низьким рівнем власних шумів і високою надійністю.
Прикладами хемотронних пристроїв можуть служити ртутно-капілярний кулонометр і індикатор порогової напруги. У кулонометрії в результаті проходження електричного струму ртуть з анода переноситься на катод і крапля електроліту зміщується до анода пропорційно інтегралу струму від часу. Діапазон інтегрованих струмів 10−9−10−4А, час інтегрування — до декількох років. Кулонометрії застосовують, наприклад, для визначення напрацювання радіоелектронної апаратури або її елементів.
Електрохімічні колірні індикатори дозволяють візуально спостерігати (відображати) вельми малі зміни напруги (від 0,1 до 1,0 В) при незначному споживанні потужності (10−4−10−6Вт). Дія електрохімічних індикаторів ґрунтується, наприклад, на властивості деяких речовин (званих електрофлорними індикаторами), введених в електроліт, змінювати під дією електричного струму колір електроліту поблизу електродів: його забарвлення залежить від природи електрофлорного індикатора: наприклад, n- і m-нітрофеноли дають жовте забарвлення, метилвіолет — фіолетову, фенолфталеїн — червону.
Індикатор порогової напруги низького рівня заповнюється електролітом, який у відсутність напруги на електродах безбарвний. При подачі на електроди сигналів, рівень яких перевищує порогове значення напруги для даної комірки, змінюється забарвлення електроліту біля одного з електродів. Час спрацьовування такого індикатора 10−2−10 сек. Вироби подібного типу використовують як індикатори відмов.
При конструюванні хемотронів-давачів, які перетворюють механічні впливи у електричні сигнали, використовуються закони конвективної дифузії. Давачі влаштовані таким чином, що механічний вплив призводить до руху розчину біля індикаторного електроду й до збільшення струму у його колі. Циліндричний пластмасовий корпус, зачинений з боків мембранами (рожевий колір), розділений перегородкою на дві камери приблизно рівного об'єму (темно-сірий колір). У центрі перегородки є отвір, у якому встановлений індикаторний електрод (жовтий колір). У кожній камері знаходяться допоміжні електроди (помаранчевий колір). Індикаторному електродові повідомляють заданий потенціал. У стані рівноваги струм, який протікає через цей електрод, складає зазвичай декілька мікроампер. При виникненні різниці тисків на ліву та праву мембрани відбувається перетікання розчину через отвір у перегородці з одного відсіку у інший й струм, який перебігає через індикаторний електрод, зростає.